# Jiang Hengnan
Jiang Hengnan (chinesisch 江亨南, Pinyin Jiāng Hēngnán; * 6. Oktober 1995) ist ein chinesischer Leichtathlet, der sich auf den Sprint spezialisiert.

## Sportliche Laufbahn
Erste internationale Erfahrungen sammelte Jiang Hengnan 2017 bei der Sommer-Universiade in Taipeh, bei der er im 100-Meter-Lauf mit 10,44 s im Halbfinale ausschied. 2019 gelangte er bei den Asienmeisterschaften in Doha mit der chinesischen 4-mal-100-Meter-Staffel bis in das Finale, wurde dort aber disqualifiziert. Anschließend schied er bei den Studentenweltspielen in Neapel mit 10,57 s im Vorlauf aus und gewann mit der Staffel in 39,01 s die Silbermedaille hinter dem japanischen Team.

## Persönliche Bestzeiten
- 100 Meter: 10,22 A s (+1,5 m/s), 15. Juni 2018 in Guiyang
  - 60 Meter (Halle): 6,74 s, 14. Februar 2020 in Fayetteville